# Rafael del Pino (militar cubano)
Rafael del Pino (Pinar del Río, 22 de septiembre de 1938) es un antiguo piloto militar cubano, actualmente exiliado en los Estados Unidos.

## Primeros años
Del Pino se unió en diciembre de 1955 al guerrillero Movimiento 26 de Julio encabezado por Fidel Castro, cuando solamente tenía 17 años. Fue arrestado y enviado a prisión a inicios de 1957, durante el régimen de Fulgencio Batista. Luego de su liberación se exilió en Venezuela, donde fue detenido otra vez, esta en esta oportunidad por haber participado en un levantamiento contra el entonces gobierno de facto Marcos Pérez Jiménez.
A inicios de 1958 del Pino regresó a Cuba y se unió a las fuerzas guerrilleras de Fidel Castro en las inmediaciones de la Sierra Maestra. Para fines de ese año, cuando era inminente la caída de la dictadura batistiana, del Pino era teniente primero.
Luego del triunfo de la Revolución cubana en enero de 1959, se unió a la Fuerza Aérea durante ese mismo año y comenzó a entrenarse para convertirse en un piloto de aviones caza.

## Bahía de Cochinos o Playa Girón
En abril de 1961, realizó varios vuelos durante la denominada invasión de Bahía de Cochinos, realizada por exiliados cubanos entrenados y apoyados por la Agencia Central de Inteligencia (CIA) de los Estados Unidos. Piloteando un avión Lockheed T-33 Shooting Star, logró hundir varios buques enemigos y derribar dos aeronaves Douglas B-26 Invader. Durante los tres días que duró la batalla, Rafael del Pino voló 25 misiones de combate. Como resultado del rol decisivo desempeñado por los pilotos cubanos durante este histórico evento, el líder Fidel Castro los declaró «Héroes de Playa Girón».
En octubre de 1962, durante la denominada crisis de los misiles cubanos, Rafael del Pino fue asignado para asistir al líder cubano Fidel Castro en todo lo concerniente a la Fuerza Aérea Cubana.

## Exilio
En 1986 fue separado de los vuelos por motivos de salud, cuestión que lo afectó mucho. Esta razón, unida a problemas familiares y a su creciente antagonismo con Fidel Castro, lo llevó a decidir cortar con el gobierno cubano. El 28 de mayo de 1987, voló junto a toda su familia en un pequeño bimotor Cessna 402 a la sureña localidad floridana de Cayo Hueso (Key West).

## Cronología
- 1965: Se graduó de la Escuela de Guerra “Yuri Gagarin” de la Fuerza Aérea de la Unión Soviética.
- 1965-1968: Comandante de la Fuerza Aérea y la Fuerza de Defensa Aérea de Cuba, en la región oriental de la isla.
- 1969: Primera ronda de tareas como consejero en el entonces comunista Vietnam del Norte.
- 1975: Segunda ronda de misiones, esta vez junto a los guerrilleros vietnamitas del Vietcong en la localidad de Da Nang y en Saigón (actual Ciudad Ho Chi Minh).
- 1975-1977: Comandante en jefe de la primera fuerza aérea expedicionaria cubana en África.
- 1983: Ascendido a general de brigada.
- 1984: Comandante del programa especial “Maestros del combate aéreo” (Similar al denominado Red Flag -“Bandera Roja”- en los Estados Unidos).
- 1985: Promovido a subjefe de la Fuerza Aérea y Defensa Aérea Cubanas (DAAFAR).
- 1986: Se convirtió en uno de los principales críticos dentro de la isla respecto de la intervención militar cubana en las guerras civiles africanas de Angola y Etiopía.
- 1987: Se exilia con su familia al sur del estado de la Florida en un pequeño avión Cessna.